# Sao Kang
Hszia (Xia)-házbeli Sao Kang (Shao Kang) a félig legendás Hszia (Xia)-dinasztia 6. uralkodója, aki a hagyományos kronológia szerint 21 évig (kb. i. e. 2118-2097) uralkodott.

## Származása, családja
Sao Kang (Shao Kang) a dinasztia 5. uralkodójának, Hsziang (Xiang)nak a fia, akinek az apját a lázadó hadúr Han Cso (Han Zhuo) 寒浞 fia, Csiao (Jiao) 澆 kivégezte. Sao Kang (Shao Kang) anyja Juzseng (Youreng)be 有仍 menekült, ahol kb. i. e. 2047-ben megszülte Sao Kang (Shao Kang)ot. Tizenkilenc éves korában Juzseng (Youreng)ből Jü (Yu)be 虞 ment, hogy visszafoglalja apja trónját. A rákövetkező évben szövetségesével, Mivel 靡 megtámadták Csenhszün (Zhenxun) 斟鄩 és Csenkuan (Zhenguan) 斟灌 városokat. Sao Kang (Shao Kang) elküldte Zsu Aj (Ru Ai)t 汝艾 Kuo (Guo)ba 過, hogy végezzen Csiao (Jiao)val. Negyven évvel a dinasztia 5. uralkodónak Hsziang (Xiang)nak a kivégzése után, Mi megölte a lázadó Han Cso (Han Zhuo)t, Sao Kang (Shao Kang) pedig visszaállította a Hszia (Xia)-ház uralmát és tekintélyét. A feltehetően i. e. 1985-ben bekövetkezett halála után fia, Csu (Zhu) követte a trónon.

## Élete
Életéről, akárcsak a legtöbb Hszia (Xia) uralkodónak az életéről meglehetősen kevés információt tartalmaznak a források. A korai történeti művek általában csak szűkszavú, a legfontosabb eseményekre koncentráló, kronologikus felsorolást tartalmaznak. Sao Kang (Shao Kang) uralkodása idején a Bambusz-évkönyvek szerint a következők történtek:
- Trónra lépésére a ping-vu (bingwu) 丙午 naptári ciklusjelű évben került sor, amelynek alkalmából a vazallusok az udvarba érkeztek felköszönteni őt.[4]
- Uralkodása 2. évében a fang-ji (fangyi) 方夷 barbárok küldöttei is meglátogatták.[5]
- Uralkodása 3. évében visszaadta földjeiket Hou-csi (Houji) leszármazottainak.[6]
- Uralkodása 11. évében Sang (Shang)-béli 商 vazallusa, Ming 冥 felügyelete alá vonta Ho (He) 河 vidékét.[7]
- Uralkodása 18. évében áttelepítette székhelyét és egyben a fővárost Jüan (Yuan)ba 原.[8]